# Bo Lagercrantz
Bo Urban Lagercrantz, född 14 december 1918 i Djursholm, död 24 augusti 1993 i Lidingö, var en svensk museiman. Han var stadsantikvarie och chef för Stockholms stadsmuseum 1964–1971 och landsantikvarie i Östergötlands län och länsmuseichef i Linköping 1977–1984.

## Biografi
Bo Lagercrantz avlade studentexamen i Sigtuna 1937, varefter han blev student vid Uppsala universitet. År 1947 blev han filosofie licentiat i konsthistoria. Licentiatavhandlingen behandlade Djursholms uppkomst och utveckling. Lagercrantz var 1944–1950 medlem i den forskargrupp ledd av Gregor Paulsson som 1950–1954 utgav det omfattande arbetet Svensk stad I och II. 1947 deltog Lagercrantz i Nordiska museets inventering av herrgårdsbebyggelsen i Stockholms län. 
Under sitt yrkesliv arbetade Lagercrantz som museitjänsteman vid tre stora museiinstitutioner, nämligen som amanuens, intendent och museilektor vid Nordiska museet 1948–1964, som chef och stadsantikvarie vid Stockholms stadsmuseum 1964–1971 och som chef och landsantikvarie vid Östergötlands länsmuseum 1977–1984. Däremellan engagerades han i tunga statliga utredningsuppdrag som MUS 65, Kulturrådets SOU 1972:66, Ny Kulturpolitik och SOU 1975:14 Konstnärerna i samhället. Åren 1974–1986 var Lagercrantz ledamot av Statens Kulturråds nämnd för konst, museer och utställningar. Han var också under ett decennium aktiv medlem av Socialdemokratiska Kulturarbetarna. 
År 1962 var han programledare i svensk television för programserien Saker och ting. Antikt eller bara gammalt?, till vilken allmänheten inbjöds att skicka in märkligare äldre bruksföremål.  
Han debatterade kulturfrågor i skrifterna Kulturrådet som en museiman ser det 1972, Museiaspekter på kulturrådets betänkande 1972, Inlägg i debatt med anledning av artikel om Bror Hjorth-museum av Hans Alsén 1972, MUS 65: bra för museerna 1973, Känn folkets historia 1973, Ett dundrande svek mot lysande löften (om Moderna museets tillbyggnad) 1977, Museerna och folkbildningen 1977, Låt företagen dra av när de sponsrar kulturen 1983, Konstens hus och maktens (Om Moderna museet) 1984, Att lära av skandaler (Om Nationalmuseum och Midvinterblot) 1987, Förändra snustorra museer 1990 och Arbetets museum än en gång 1992.
Sina sista aktiva yrkesår 1977–1984 var Lagercrantz chef för Östergötlands läns museum. 
Bo Lagercrantz var son till bankdirektören Gustaf Lagercrantz och Elsa Palme. Han var gift första gången 1945–1979 med inredningsarkitekten Ann-Marie Lagercrantz, som var dotter till Cyrillus Johansson, och andra gången 1980–1990 med kulturjournalisten Gabrielle Björnstrand.